# Qeqertarsuaq (ort)

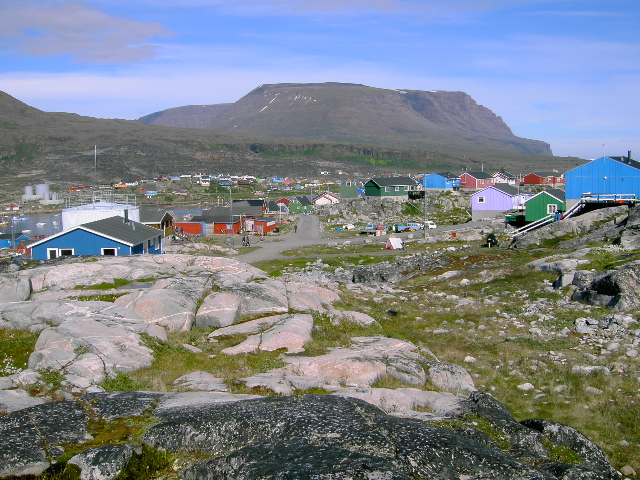
Qeqertarsuaq i augusti 2006.

Qeqertarsuaq (danskt namn: Godhavn), är en tätort med 907 invånare (2010) på ön Disko, i kommunen Qaasuitsup, Grönland. Den grundades av Svend Sandgreen år 1773.
Qeqertarsuaq är även det grönländska namnet på ön Disko. Namnet betyder "stora ön".

## Vänorter
- Høje-Tåstrup, Danmark